# Koemarkt (Purmerend)

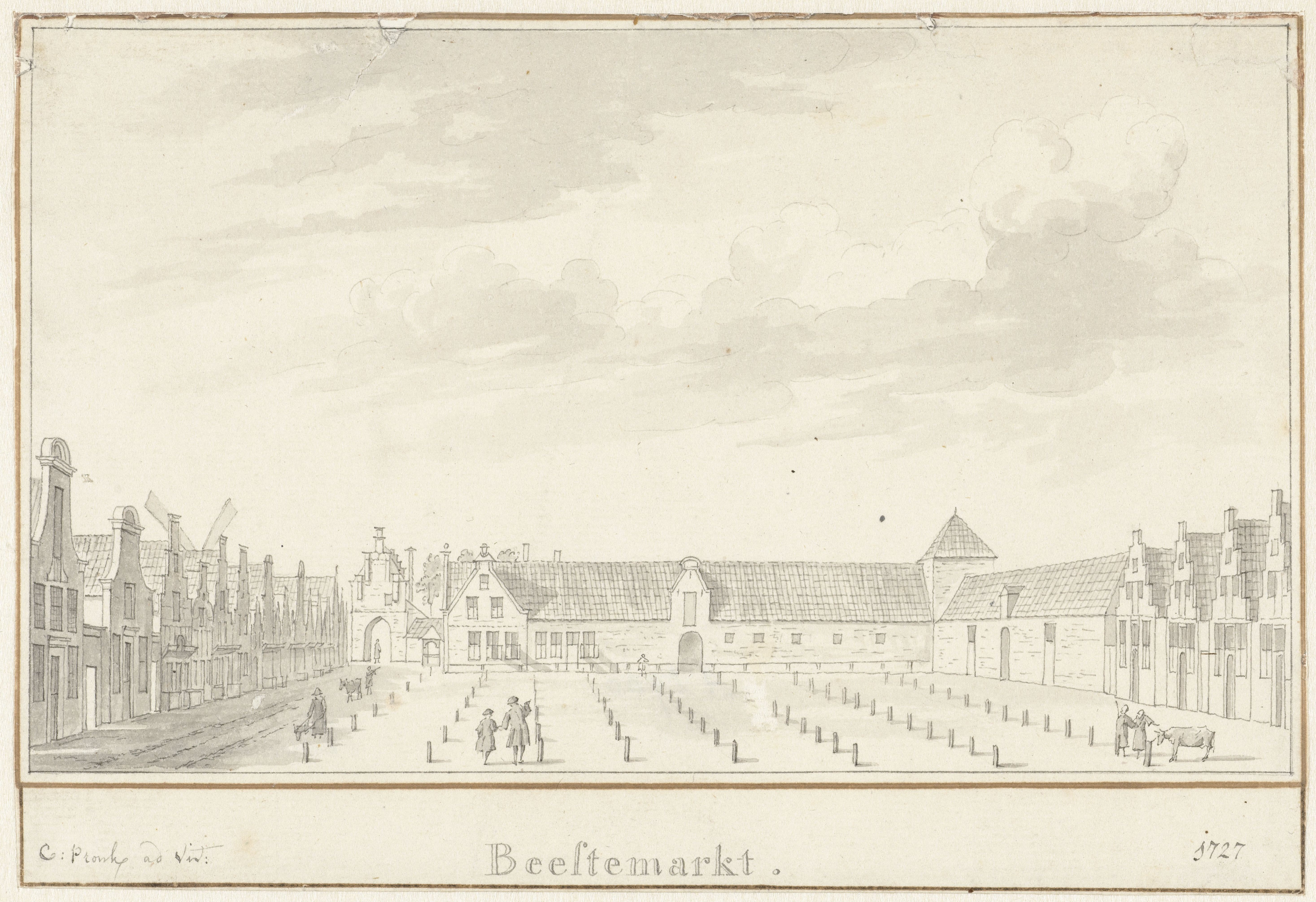
De Koemarkt in 1727

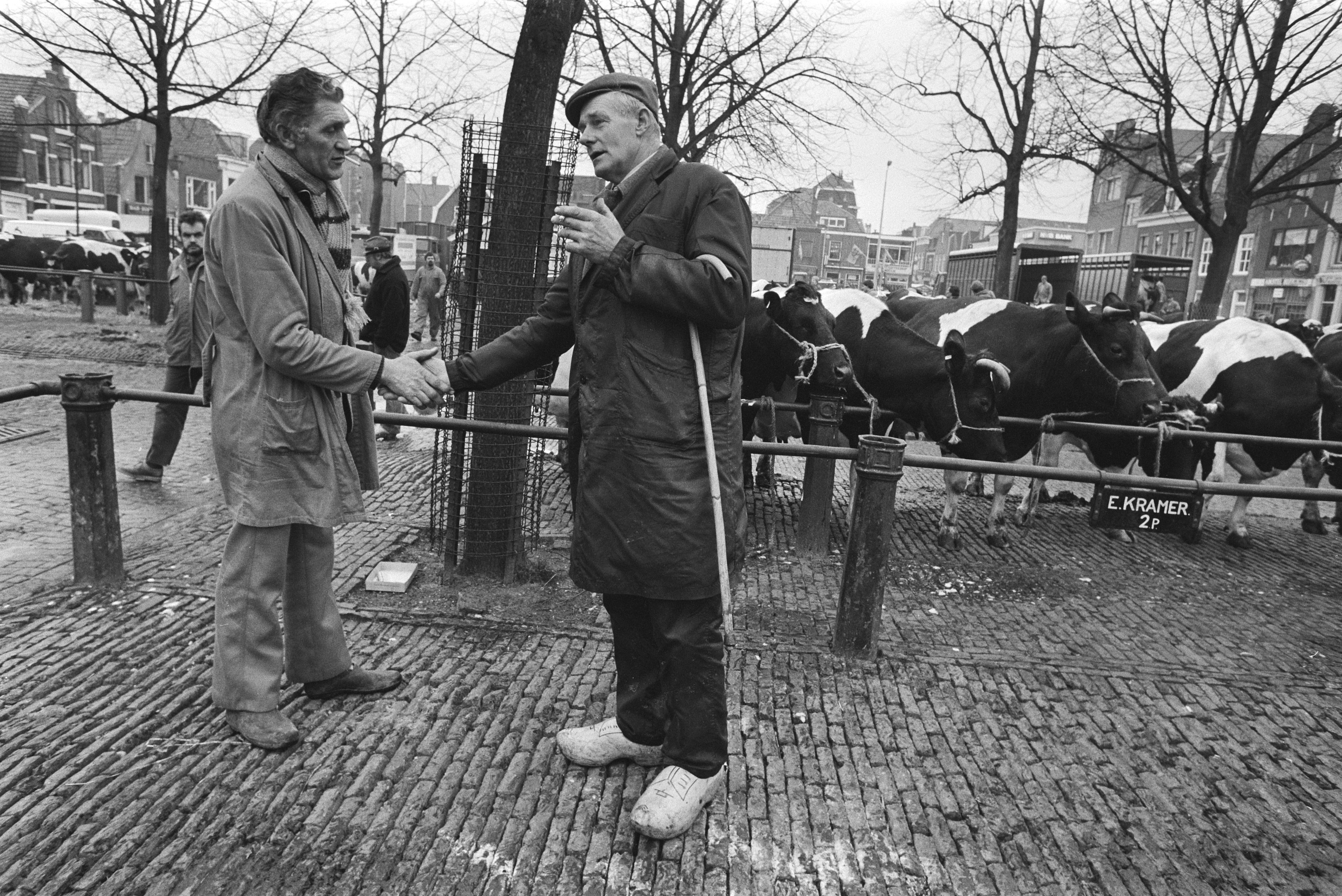
De Koemarkt in 1984

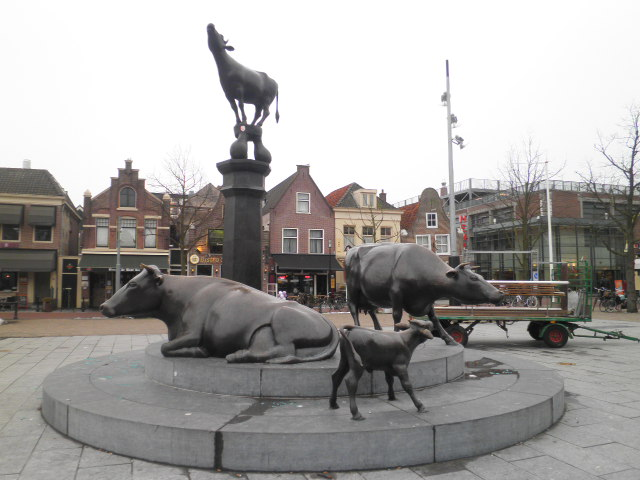
De Koemarkt in 2012

De Koemarkt is een belangrijk plein midden in het centrum van de Nederlandse stad Purmerend.
Het plein is in 1645 ontstaan nabij de plaats van het na 1572 verdwenen Sint Ursulaklooster toen de Staten van Holland en West-Friesland toestemming gaven de stad voor de vijfde maal uit te breiden. Toen werd een vlak marktveld aangelegd, voorzien van verticale palen, waar de boeren uit de wijde omgeving hun vee konden verhandelen. In 1745 werd er voor de Doele (de stads paardenstal) een grasveld gemaakt om de schutters op te laten exerceren. In 1867 werd er een perk en park aangelegd wat pas in 1887 was voltooid. Sindsdien staat het in de volksmond ook wel bekend als Bulten.
Dinsdag was altijd de vaste marktdag en tot 2007 werd hier nog wekelijks door de boeren het vee verhandeld met handjeklap. Ook de aan het plein grenzende Koestraat en Kalversteeg doen hier nog aan herinneren.
Op 6 juli 1959 ontplofte op de Koemarkt een vuilniswagen, waarin een partij carbid was terechtgekomen. De meeste ruiten van de woningen sprongen, en er was grote schade aan geparkeerde auto's. Slechts één persoon raakte gewond.
Tegenwoordig is de Koemarkt uitgegroeid tot het belangrijkste uitgaansplein van Purmerend en is er een groot aantal horecazaken gevestigd. Het plein ligt midden in het winkelhart van de stad. Sinds 2009 na de herinrichting van het plein staat het beeld Koeien van Hans Kuyper op het plein ter herinnering aan de vroegere markt. 